# Harold Connolly
Harold Vincent „Hal“ Connolly (1. srpna 1931, Somerville, Massachusetts – 18. srpna 2010, Catonsville, Maryland) byl americký atlet, olympijský vítěz v hodu kladivem.
Čtyřikrát reprezentoval Spojené státy americké na letních olympijských hrách. Hned na své první letní olympiádě v Melbourne v roce 1956 vybojoval výkonem 63,19 m zlatou medaili. O čtyři roky později v Římě skončil ve finále na osmém místě. Na letních olympijských hrách 1964 v Tokiu obsadil výkonem 66,65 m šesté místo. Sítem kvalifikace neprošel v roce 1968 na olympiádě v Ciudad de México.
K jeho úspěchům patří také stříbrná medaile, kterou vybojoval v roce 1959 na Panamerických hrách v Chicagu. V letech 1956–1965 šestkrát vylepšil hodnotu světového rekordu až na 71,26 metru.
V říjnu roku 1957 se oženil s československou diskařkou, rovněž olympijskou vítězkou z Melbourne 1956, Olgou Fikotovou, kterou si vzal i přes odpor úřadů na Staroměstské radnici v Praze. Jejich manželství vydrželo 17 let a narodil se jim syn Jim (James) a další tři děti (Mark, Mejra, Nina). Později se oženil s půlkařkou a vícebojařkou Pat Winslowovou, se kterou měl druhého syna, Adama.